# Collotheca moselii
Collotheca moselii är en hjuldjursart som först beskrevs av Colin Milne 1905.  Collotheca moselii ingår i släktet Collotheca och familjen Collothecidae. Inga underarter finns listade i Catalogue of Life.